# Lamar Odom
Lamar Odom, född 6 november 1979 i South Jamaica i Queens i New York, är en amerikansk basketspelare. Lamar Odom spelade åren 1999–2003 och igen 2012–2013 för Los Angeles Clippers i NBA som forward. Andra lag han spelat för är Miami Heat (2003–2004), Los Angeles Lakers (2004–2011) och Dallas Mavericks (2011–2012). 2014 skrev Odom på för att spela med Saski Baskonia i den spanska basketligan.	
Lamar Odom tog OS-brons i basket 2004 i Aten. Detta var USA:s andra basketbrons i olympiska sommarspelen.
Odom gifte sig med Khloé Kardashian 2009. År 2013 lämnade Khloe Kardashian in en skilsmässoansökan.